# Baur (Tannheim)
Baur ist ein Ortsteil der Gemeinde Tannheim im Landkreis Biberach in Oberschwaben, rund 10 Kilometer nordwestlich von Memmingen.

## Beschreibung
Baur liegt im Illertal in der Mitte zwischen Tannheim und Egelsee, an der L 300. Einen halben Kilometer südlich vom Baur befindet sich der Flugplatz Tannheim, nördlich der Ortsteil Melchior.
Baur besteht aus einem stattlichen Wohnhaus nebst Bildstock und mehreren landwirtschaftlichen Gebäuden. Zu dem Hof gehören ungefähr 80 ha landwirtschaftliche Fläche. Für die Bürger von Tannheim besteht die Möglichkeit, bei Baur ihr Grüngut kostenlos zu entsorgen.

## Wirtschaft

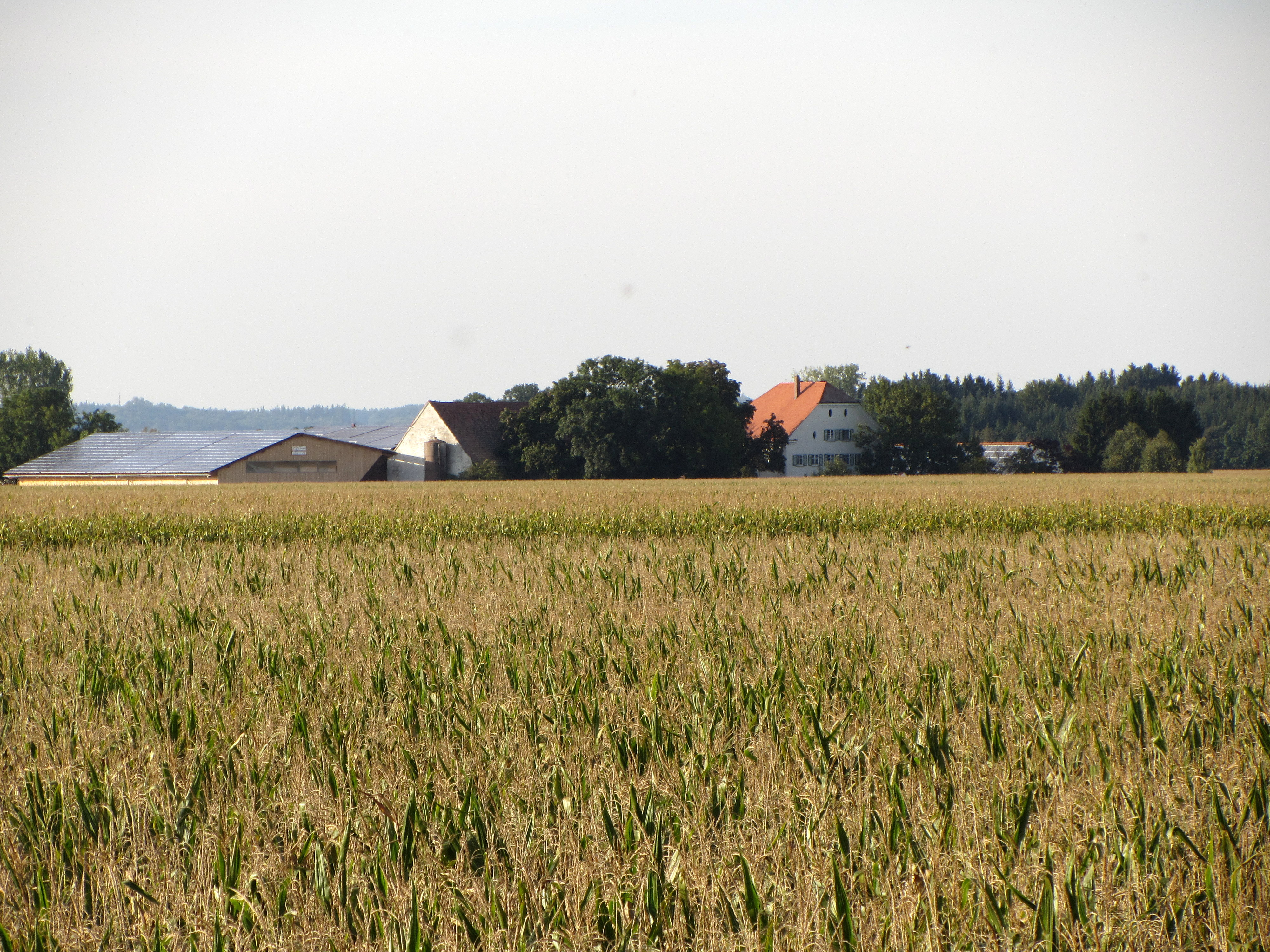
Baur inmitten von Maisfeldern kurz vor der Ernte 2012

Die Landwirtschaft ist der einzige Wirtschaftsbetrieb in Baur, der in Form einer Biogasanlage betrieben wird.